# Cal Ramon (l'Espelt)
Cal Ramon és una obra eclèctica d'Òdena (Anoia) inclosa a l'Inventari del Patrimoni Arquitectònic de Catalunya.

## Descripció
Casa unifamiliar aïllada formada per planta i pis. Coberta a dues vessants i en l'acabament de la façana principal hi ha un petit terrat amb barana de terracota i falsa pedra. A la banda oest de la façana s'hi obra una galeria (antic galliner) d'arcs de mig punt, a la façana principal, la primera planta està decorada amb arrebossat de franja horitzontal. Les obertures tenen un guardapols decorat. Els elements ornamentals no segueixen un estil, ja que el mestre d'obres era el propietari i aprofità diferents materials provinents de diferents obres. A l'interior destaca l'escala, la resta està molt transformat.